# Рихтер, Святослав Теофилович
Святосла́в Теофи́лович Ри́хтер (7 [20] марта 1915 или 7 марта 1915, Житомир — 1 августа 1997[…], Москва) — советский и российский пианист. Герой Социалистического Труда (1975), народный артист СССР (1961), лауреат Ленинской (1961), Сталинской (1950), Государственной премии РСФСР имени М. Глинки (1987) и Государственной премии Российской Федерации (1996). Первый советский и российский номинант на премию «Грэмми» (1961).
Один из крупнейших пианистов XX века, чья виртуозная техника сочеталась с глубиной интерпретаций.

## Биография
Родился в Житомире в семье российских немцев, отец — пианист, органист и композитор Теофил Данилович Рихтер (1872—1941), преподаватель Одесской консерватории и органист городской кирхи; мать — Анна Павловна Москалёва (1892—1963), по матери фон Рейнке, из русских дворян немецкого происхождения. Во время Гражданской войны семья была разъединена, Святослав жил в семье тётки Тамары Павловны, от которой унаследовал любовь к живописи, ставшей первым его творческим увлечением.
В 1916 году семья переехала в Одессу, где Святослав начал учиться игре на фортепиано и композиции. Пианист вспоминал, что в детстве и в юношеские годы огромное влияние на него оказал отец, который был его первым учителем и игру которого он постоянно слушал. Некоторые источники указывают, что как музыкант Рихтер практически сформировался самоучкой: он не проходил стандартный курс занятий на фортепиано — не играл гаммы, упражнения и этюды. Первым произведением, которое он начал играть, был ноктюрн Ф. Шопена. В это время также пишет несколько театральных пьес, интересуется оперным театром и вынашивает планы стать дирижёром. С 1930 по 1932 год работал пианистом-концертмейстером в одесском Доме моряка, затем — в Одесской филармонии. Первый сольный концерт, составленный из сочинений Ф. Шопена, состоялся в 1934 году, вскоре он получил место концертмейстера в Одесском оперном театре.

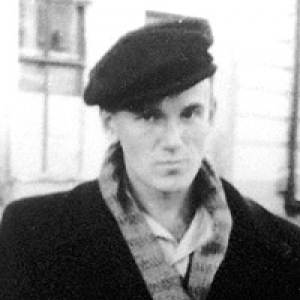
Молодой Рихтер

Его надежды стать дирижёром не оправдались. В 1937 году поступил в Московскую консерваторию в класс фортепиано Г. Нейгауза, однако уже осенью был из неё отчислен (после отказа изучать общеобразовательные предметы) и уехал обратно в Одессу. Вскоре, тем не менее, по настоянию Г. Нейгауза, вернулся в Москву и восстановился в консерватории, диплом получил лишь в 1947 году. Московский дебют пианиста состоялся 26 ноября 1940 года, когда в Малом зале консерватории он исполнил Шестую сонату Сергея Прокофьева — впервые после автора. Ещё через месяц в первый раз выступил с оркестром. Солист Московской филармонии.
Его отец был арестован в августе 1941 года по ст. 54-1а УК УССР (измена Родине) и расстрелян вместе с другими пленными немцами за несколько дней до сдачи Одессы. Мать, остававшаяся в оккупированной Одессе и опасаясь преследований со стороны органов, в 1944 году покинула город вместе с отступавшими гитлеровскими войсками и поселилась в Германии.  Сам пианист в течение многих лет считал её погибшей. Во время войны вёл активную концертную деятельность, выступал в Москве, гастролировал по другим городам СССР, играл в блокадном Ленинграде. В исполнении пианиста впервые прозвучал ряд новых сочинений, в том числе Седьмая фортепианная соната С. Прокофьева.
Большим другом и наставником пианиста была Анна Трояновская (1885—1977), в её доме в Скатертном переулке он занимался на знаменитом рояле Николая Метнера. В 1943 году впервые встретился с певицей Ниной Дорлиак, ставшей впоследствии его женой. Рихтер и Дорлиак часто вместе выступали в концертах. Несмотря на брак, в среде музыкантов никогда не утихали разговоры о его гомосексуальности. Сам музыкант свою личную жизнь предпочитал не комментировать.
После войны получил широкую известность, победив на Третьем Всесоюзном конкурсе музыкантов-исполнителей (первая премия была поделена между ним и В. Мержановым), и стал одним из ведущих советских пианистов. Его концерты в СССР и странах Восточной Европы пользовались большой популярностью, однако выступать на Западе ему в течение многих лет не разрешалось. Это было обусловлено тем, что он поддерживал дружеские отношения с опальными деятелями культуры, среди которых были Б. Пастернак и С. Прокофьев. В годы негласного запрета на исполнение музыки композитора пианист часто играл его произведения, а в 1952 году в первый и единственный раз в своей жизни выступил в качестве дирижёра, проведя премьеру Симфонии-концерта для виолончели с оркестром (солировал М. Ростропович). Девятая соната С. Прокофьева посвящена пианисту и впервые им исполнена.
Настоящей сенсацией стали его концерты в Нью-Йорке и других городах Америки в 1960 году, за которыми последовали многочисленные записи, многие из которых до сих пор считаются эталонными. В том же году музыканта наградили премией «Грэмми» (он стал первым советским исполнителем, удостоенным этой награды) за исполнение Второго фортепианного концерта И. Брамса.
В 1952 году исполнил роль Ференца Листа в фильме Григория Александрова «Композитор Глинка».
В 1960—1980 годах продолжил активную концертную деятельность, давая более семидесяти концертов в год. Много гастролировал по разным странам, предпочитая играть в камерных помещениях, а не в больших концертных залах. В студии пианист записывался сравнительно мало, однако сохранилось большое количество «живых» записей с концертов.

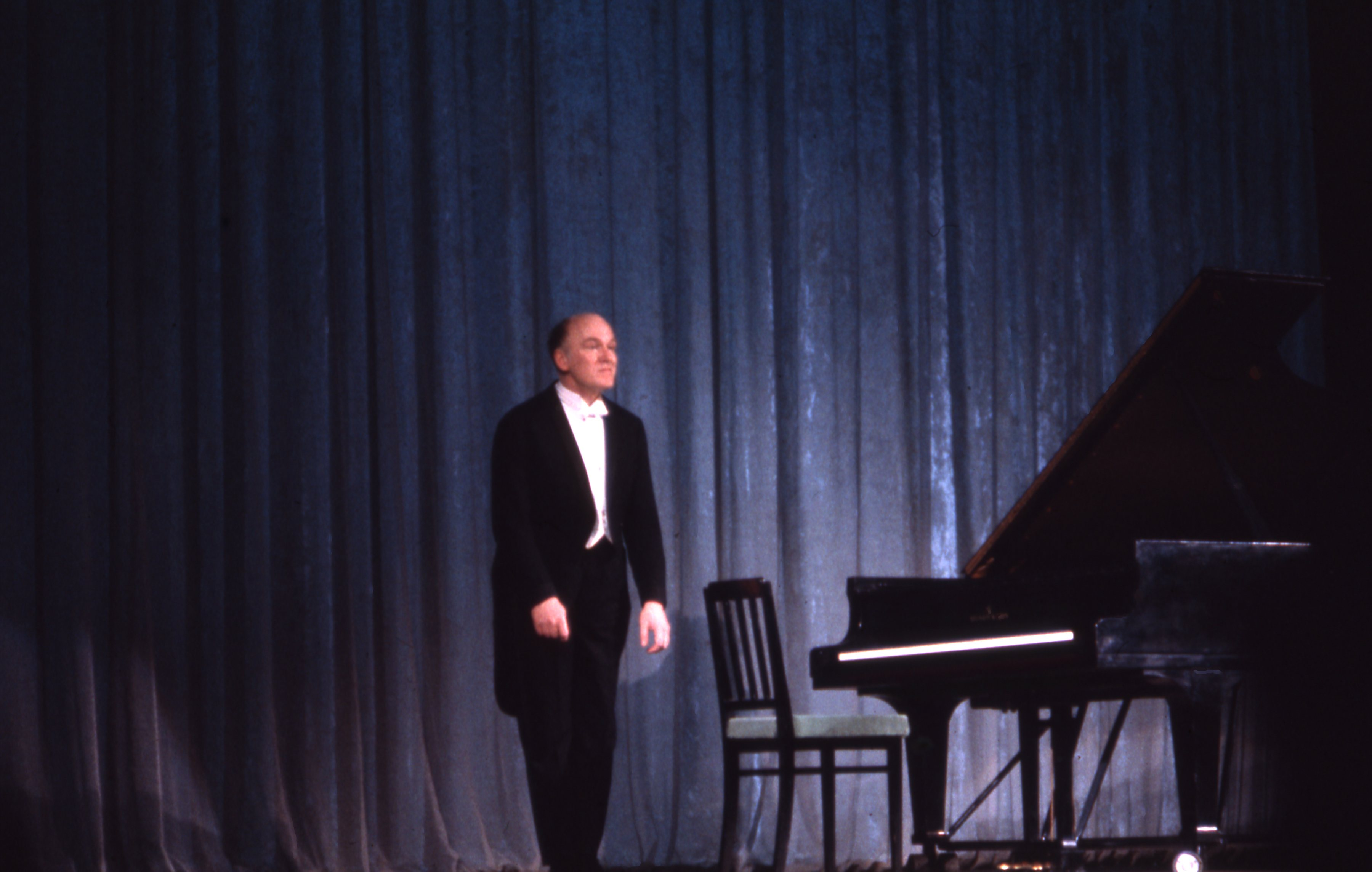
СССР, 1964 год, фото Томаса Т. Хаммонда

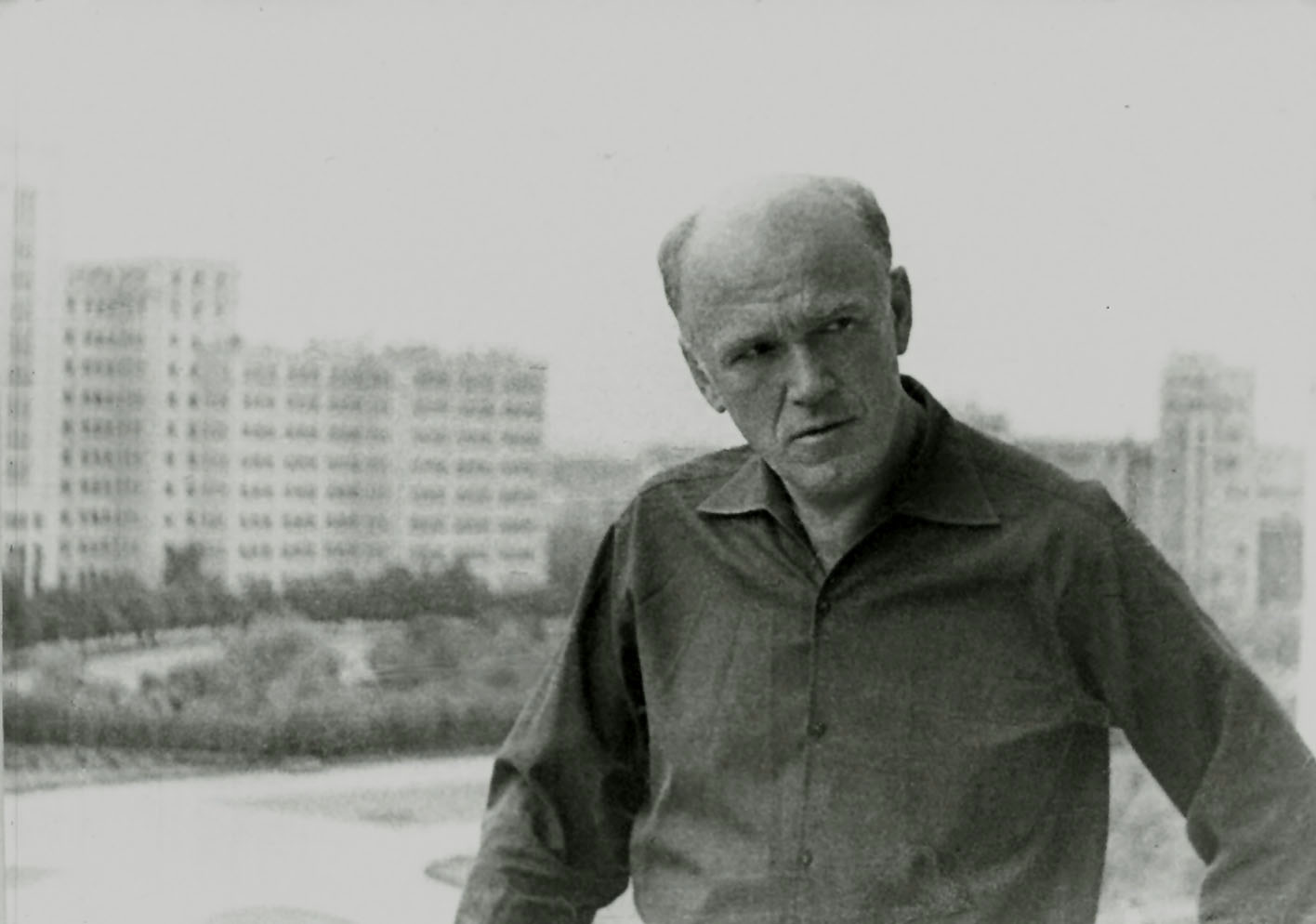
Харьков, 1966 год, фото Ю. Щербинина

Необычайно широкий репертуар пианиста охватывал сочинения от музыки барокко до композиторов XX века, нередко исполнял целые циклы произведений, как например «Хорошо темперированный клавир» И. С. Баха. Заметное место в его творчестве занимали сочинения Й. Гайдна, Ф. Шуберта, Ф. Шопена, Р. Шумана, Ф. Листа и С. Прокофьева. Исполнение отличалось техническим совершенством, глубоко индивидуальным подходом к произведению, чувством времени и стиля.
Святослав Рихтер — основоположник ряда музыкальных фестивалей, в том числе ежегодного летнего Фестиваля «Музыкальные празднества в Турени» (проводятся с 1964 года в помещении средневекового амбара в Меле близ Тура, Франция), «Декабрьских вечеров» в Музее имени А. Пушкина (с 1981 года), в рамках которых выступал с ведущими музыкантами современности, в числе которых — скрипач О. Каган, альтист Ю. Башмет, виолончелисты М. Ростропович и Н. Гутман, а также музыкального фестиваля в Тарусе (проводится с 1993 года).
Пианист ведён в Зал славы журнала Gramophone.

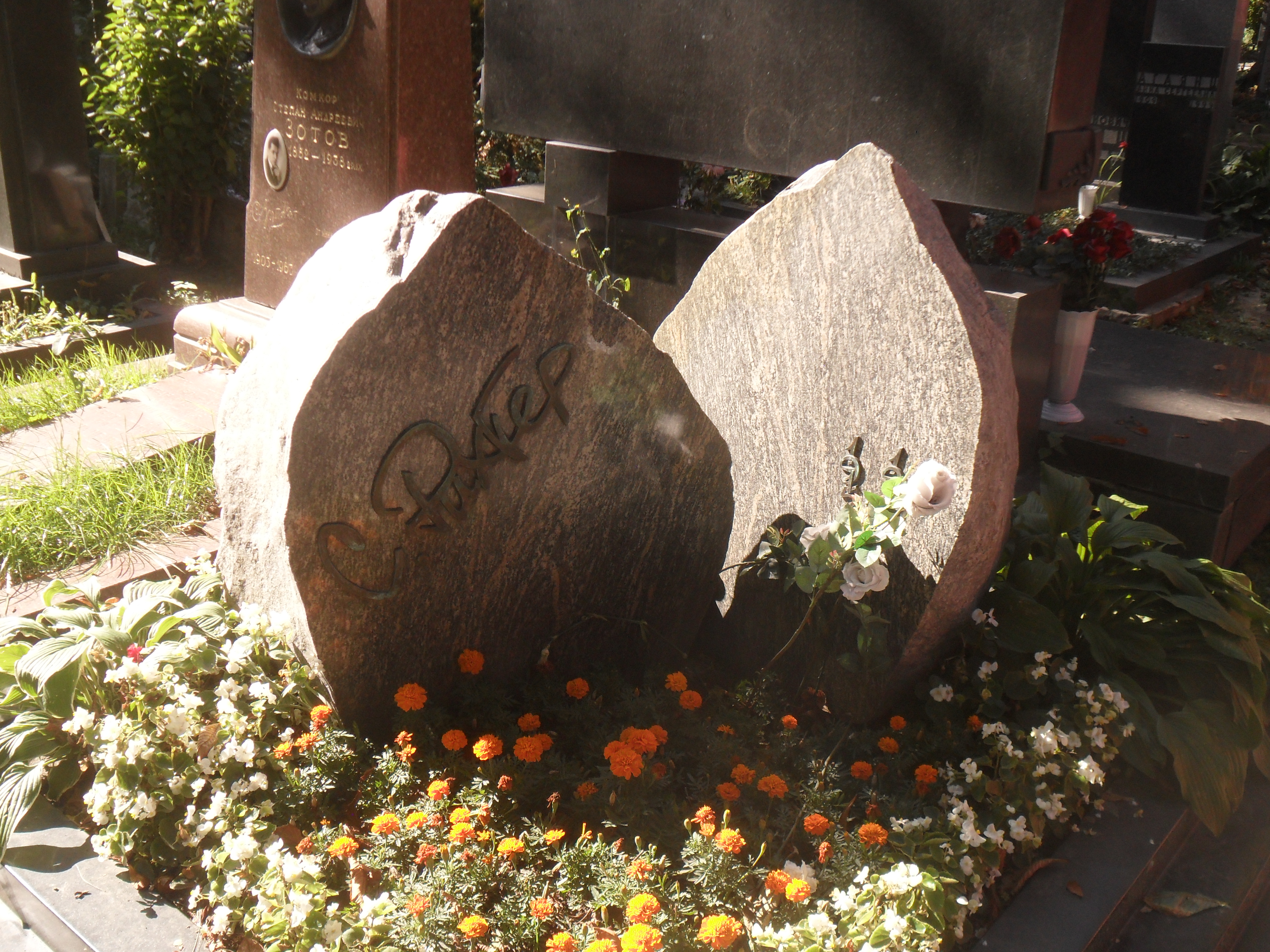
Могила Святослава Рихтера

Никогда не занимался преподаванием. В последние годы жизни из-за болезней часто отменял концерты, но продолжал выступать. Во время исполнения по его требованию на сцене была полная темнота, и лишь ноты, стоящие на пюпитре фортепиано, освещались лампой. По мнению пианиста, это давало публике возможность сконцентрироваться на музыке, не отвлекаясь на второстепенные моменты.
В постсоветский период жил преимущественно в Париже, а незадолго до кончины — 6 июля 1997 года — возвратился в Россию. Последний концерт пианиста состоялся в 1995 году в Любеке.
Святослав Рихтер скончался 1 августа 1997 года в Центральной клинической больнице от сердечного приступа. Отпевание проходило в церкви Иоанна Воина на Якиманке. Похоронен на Новодевичьем кладбище в Москве.

### Семья
Состоял в браке с оперной певицей Ниной Львовной Дорлиак (1908—1998). Кинокритик Инга Каретникова (1931—2015) в своих мемуарах говорит о том, что этот брак имел характер фиктивного.

## Дискография
- 1971 — Бах, И. С. (1685—1750). Хорошо темперированный клавир. Часть I. В. 846—869 / Исполн.: С. Рихтер, ф-но. — М. : Мелодия, 1971. — 3 грп. [ГОСТ 5289-68] (2 ч) : 33 об/мин, стерео-моно. — 33СМ—02987—92.
- 1973 — Бах, И. С. (1685—1750). Хорошо темперированный клавир. Часть II. В. 870—893 / Исполн.: С. Рихтер, ф-но. — М. : Мелодия, 1973. — 3 грп. [ГОСТ 5289-68] (2 ч 27 мин) : 33 об/мин, стерео-моно. — 33СМ—04213—18.
- 1976 — Мусоргский, М. П. (1839—1881). Картинки с выставки : Прогулка / Исполн.: С. Рихтер, ф-но. — Запись 1958 г., реставрация 1974 г. — М. : Мелодия, 1976. — 1 грп. [ГОСТ 5289—73] (30 мин) : 33 об/мин, стерео. — С10—04771—72.
- 1981 — Чайковский, П. И. (1840—1893). Концерт № 1 для ф-но с оркестром си бемоль минор, соч. 23 / Исполн.: С. Рихтер, ф-но, Венский симфонический оркестр, дир. Г. Караян. — М. : Мелодия, 1981. — 1 грп. [ГОСТ 5289-80] (36 мин) : 33 об/мин, стерео-моно. — 33СМ—04255—56.
- 1981 — Шуберт, Ф. П. (1797—1828). Сонаты № 9, 11 для фортепиано / Исполн.: С. Рихтер, ф-но. — М. : Мелодия, 1981. — 1 грп. [ГОСТ 5289—80] (45 мин) : 33 об/мин, стерео. — С10—15309—10.

## Фильмография
- 1952 — Композитор Глинка — Ференц Лист
- 1954 — В праздничный вечер (фильм-концерт)
- 1966 — Святослав Рихтер (документальный)
- 1977 — Искусство Святослава Рихтера (документальный)
- 1978 — Хроники Святослава Рихтера (документальный)
- 1983 — Век Моцарта (документальный)
- 1998 — Рихтер непокорённый

## Награды и звания

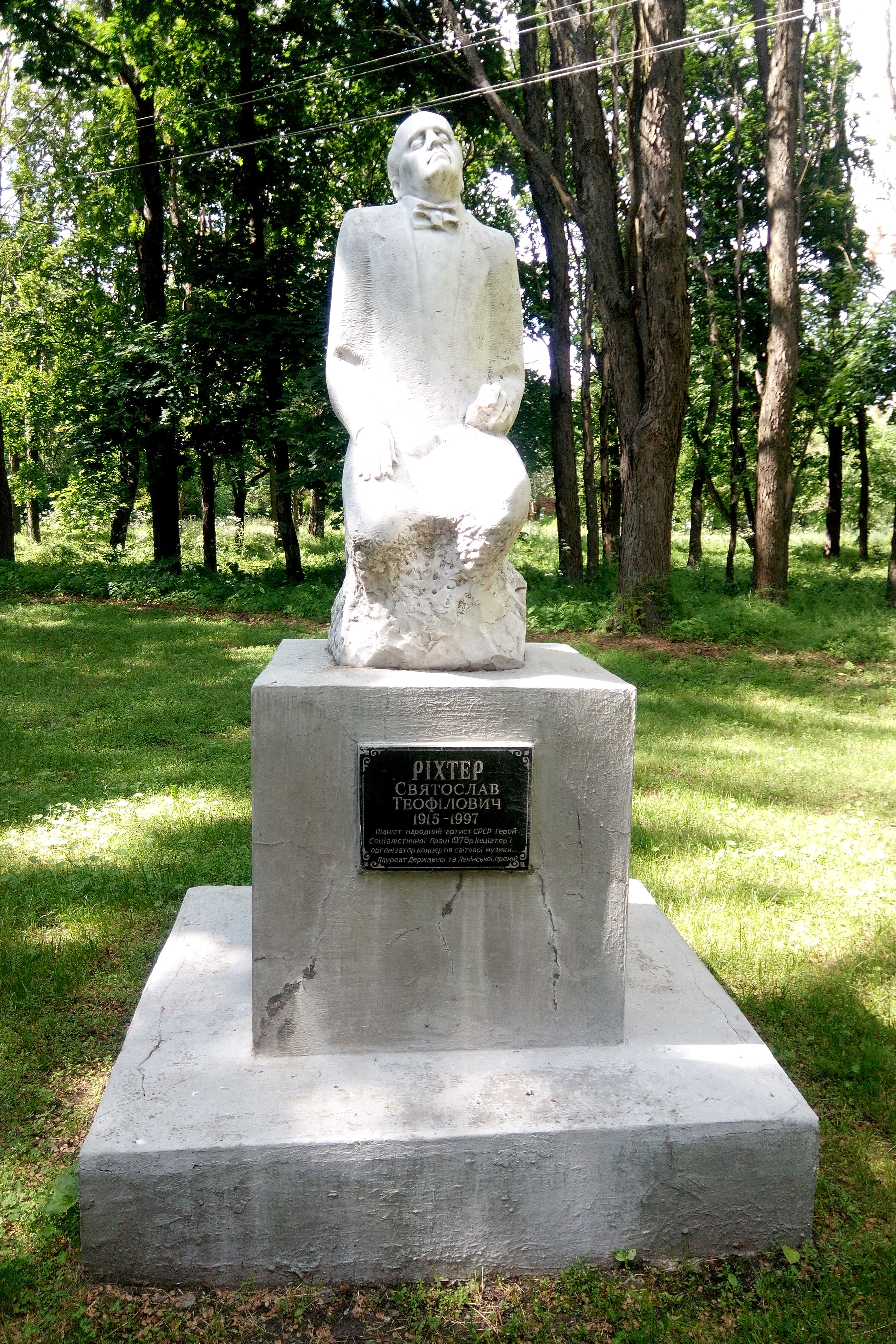
Памятник Рихтеру в Яготинском ландшафтном парке имени гетмана К. Розумовского (Украина)

- 1-я премия III Всесоюзного конкурса музыкантов-исполнителей (1945)[24];
- Сталинская премия первой степени (1950) — за концертно-исполнительскую деятельность[24];
- Народный артист РСФСР (1955);
- Народный артист СССР (13 января 1961)[24];
- Премия «Грэмми» (1961) за лучшее инструментальное исполнение сольным(и) исполнителем(ми) с оркестром[англ.];
- Ленинская премия (1961) — за концертно-исполнительскую деятельность[24];
- три ордена Ленина (19 марта 1965, 1975, 20 марта 1985)[20];
- Герой Социалистического Труда[24] и орден Ленина (20 марта 1975)[25];
- орден Октябрьской Революции (14 ноября 1980) — за большую работу по подготовке и проведению Игр XXII Олимпиады[26];
- золотой знак ордена Заслуг перед Польской Народной республикой (ПНР, 1983);
- Командор ордена искусств и литературы (Франция, 1985)[25];
- Государственная премия РСФСР имени М. И. Глинки (1987) — за концертные программы 1986 года, исполненные в городах Сибири и Дальнего Востока[24];
- Большой крест заслуг со звездой и плечевой лентой ордена «За заслуги перед Федеративной Республикой Германия» (Германия, 1995)[источник не указан 919 дней];
- орден «За заслуги перед Отечеством» III степени (17 марта 1995) — за заслуги перед государством и выдающийся вклад в развитие мировой музыкальной культуры[27];
- Государственная премия Российской Федерации в области литературы и искусства 1995 года (27 мая 1996) — за Международный музыкальный фестиваль «Декабрьские вечера» в Государственном музее изобразительных искусств имени А. С. Пушкина (1981—1995 годы)[28];

## Память

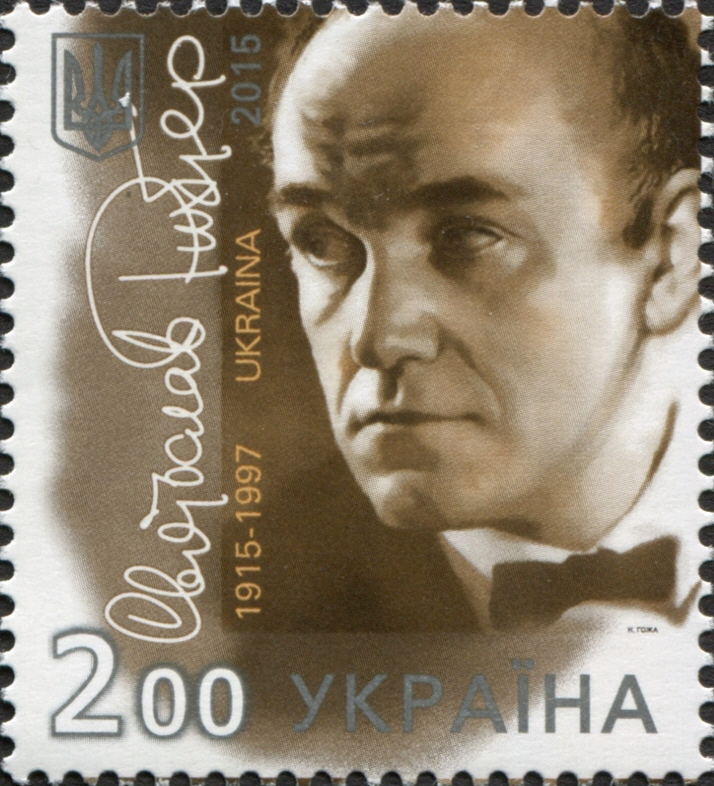
Почтовая марка Украины, посвящённая 100-летию со дня рождения С. Рихтера. 2015 год

- Памятники Рихтеру установлены в польском городе Быдгощ и в украинском Яготине[источник не указан 930 дней].
- Имя Рихтера носит областная филармония в Житомире[29].
- В Москве именем Рихтера (с его личного разрешения) была названа Детская школа искусств. В ней пианист не раз выступал, а также передал некоторые личные вещи и фотографии в музей школы[30].
- В январе 1999 года в Москве на Большой Бронной улице в доме 2/6 состоялось открытие Мемориальной квартиры Святослава Рихтера — отдела Государственного музея изобразительных искусств имени А. Пушкина, с которым пианиста связывала долгая дружба[31].
- 26 июля 2000 года в честь Рихтера назван астероид 9014 Svyatorichter, открытый в 1985 году советским астрономом Л. В. Журавлёвой[32].
- В марте 2011 года в Житомире установили мемориальную доску Рихтеру[33][34].
- В феврале 2015 года ЦБ РФ выпустил серебряную монету серии памятных монет «Выдающиеся личности России», посвящённую Рихтеру[35].
- В июне 2015 года в честь Рихтера была названа улица в Москве.
- В апреле 2016 в Одессе, в рамках декоммунизации, улицу Щорса переименовали в честь Рихтера[36].
- В мае 2016 года улицу в Житомире, на которой жил пианист, переименовали в его честь[37].

Документальные телефильмы
- Я всегда хотел играть в квартете (телеканал «Культура», 2010)
- Свет мой и чужой (режиссёр Варвара Фаэр, студия «Фишка-фильм», 2013)

Фестивали
- «Приношение Святославу Рихтеру» — ежегодный проект, который традиционно проходит в Большом зале Московской консерватории. Так «Фонд Рихтера» чтит память пианиста и выполняет его завет привлекать внимание к самым интересным исполнителям.
- В Тарусе, где пианист любил проводить время на своей даче, ежегодно проводится фестиваль классической музыки, организованный фондом Святослава Рихтера, на форум съезжаются музыканты со всего мира.
- В 2005—2008 годах в Москве проводился Международный конкурс пианистов имени Святослава Рихтера[38][39].